# آکسات
آکسات (به فرانسوی: Axat) یک کمون در فرانسه است که در canton of Axat واقع شده‌است. آکسات ۱۱٫۷۷ کیلومتر مربع مساحت دارد ۳۹۸ متر بالاتر از سطح دریا واقع شده‌است.